# Laser Induced Deep Etching
Laser Induced Deep Etching (LIDE), auf Deutsch Laserinduzierte Tiefenätzung, ist ein Verfahren zur Mikrobearbeitung von Glas. Der zweistufige Prozess ermöglicht die präzise Herstellung von Mikrostrukturen mit hohem Aspektverhältnis in dünnen Glassubstraten, wobei Defekte wie Mikrorisse oder Ausbrüche vermieden werden. LIDE wird häufig in Anwendungen eingesetzt, die hochpräzise Durchkontaktierungen durch Glas und andere komplexe Glasstrukturen erfordern – insbesondere in der Halbleitergehäusetechnik sowie bei Hochfrequenz-Kommunikationsgeräten.

## Ursprünge und Entwicklung
Die Technologie wurde 2017 von LPKF Laser & Electronics als Enabling technology für die präzise Glasbearbeitung in der Mikrosystemtechnik und bei Halbleiteranwendungen eingeführt.
Im Jahr 2018 wurde LIDE zur Herstellung von Feinglasmasken für OLED-Displays eingesetzt. Diese stellen eine potenzielle Alternative zu den üblichen Feinmetallmasken dar, die zur strukturierten Materialabscheidung von OLEDs verwendet werden. Die Technologie wird inzwischen vor allem in der Gehäusetechnik für integrierte Schaltkreise eingesetzt. Sie ermöglicht die Bearbeitung von Glaswafern und Glaspaneelen mit Durchkontaktierungen durch Glas für die Verpackung von Halbleitern sowie für mikroelektromechanische Systeme. Die LIDE-Technologie wird auch zur Herstellung von Komponenten für Hochfrequenz- und Millimeterwellen-Kommunikation verwendet, insbesondere in sogenannten System-in-Package-Systemen. Sie ermöglicht die Herstellung von hochpräzisen Durchkontaktierungen, Hohlräumen und Aussparungen, die für elektromagnetisch und galvanisch gekoppelte Übergänge in die elektrischen Wellenleiteranwendungen erforderlich sind. Diese Übergänge erlauben die Kopplung von Hochfrequenzsignalen oberhalb von 150 GHz. Die Methode wurde im Mai 2019 während der Display Week der Society for Information Display (SID) in den Vereinigten Staaten mit dem SID Honorary Award ausgezeichnet.
Im Mai 2020 wurde ein Lizenzabkommen mit Nippon Electric Glass (NEG) geschlossen, wonach NEG die LIDE-Technologie für die Massenproduktion von Glaskomponenten wie Abdeckglas, Substratglas und weiteren Glasbauteilen einsetzt. Neben dem Abkommen mit NEG wird die Technologie ohne Einschränkungen am Markt angeboten.

## Verfahren
LIDE ermöglicht die Herstellung tiefer Strukturen in dünnem Glas mit einem hohen Aspektverhältnis von über 1:10, wodurch Strukturen von bis zu 5 μm oder kleiner realisiert werden können.

### Lasermodifikation
Ein einzelner Laserpuls verändert das Glas lokal entsprechend dem gewünschten Layout. Dabei dringt der Laser entweder durch die gesamte Dicke des Substrats oder bis zu einem individuell definierbaren Punkt ein. Bei der Herstellung von vertikalen Durchkontaktierungen durch Glas modifiziert LIDE das Glas, um seine isotropen Ätzeigenschaften in anisotrope zu ändern, was eine präzise Erzeugung von Öffnungen mit genau definierten Größen wie 2–3 µm ermöglicht.

### Tiefenätzung
Im zweiten Schritt wird die gesamte Glasoberfläche einem isotropen nasschemischen Ätzprozess unterzogen. Die laserbehandelten Bereiche ätzen sich dabei deutlich schneller als die unbehandelten, was zur Bildung präziser Mikrostrukturen führt. Das Verfahren erlaubt die Realisierung von Glasstrukturen mit unterschiedlichen Profilformen – etwa mit abgerundetem, gewölbtem oder flachem Boden – je nach den spezifischen Anforderungen der Anwendung. Darüber hinaus ermöglicht es die Herstellung von Strukturen mit hohem Aspektverhältnis und Abmessungen im Mikro- bis Millimeterbereich. LIDE kann sowohl bei einlagigen als auch bei doppellagigen Glassubstraten angewendet werden.

## Anwendungsbereiche (Auswahl)
Die LIDE-Technologie wird besonders in Bereichen angewendet, in denen präzise Mikrostrukturen in Glas erforderlich sind. Sie wird unter anderem bei der Herstellung von Mikrochips und Sensoren eingesetzt – mit Anwendungen in Branchen wie der Automobilindustrie, der Luft- und Raumfahrt sowie bei Smartphone-Displays.
Die LIDE-Technologie ermöglicht zudem die Entwicklung von Hochfrequenz-Kommunikationssystemen, etwa Radarsensoren, bei denen mehrere Funktionen auf kleinstem Raum integriert werden müssen. Diese Entwicklung war Teil des öffentlich geförderten Forschungsprojekts GlaRA der LPKF Laser & Electronics in Zusammenarbeit mit Partnern wie dem Fraunhofer-Institut für Zuverlässigkeit und Mikrointegration.
- Halbleiterfertigung: Herstellung von vertikalen Durchkontaktierungen durch Glas für fortschrittliche Panel- und Wafer-Level-Gehäusetechnologien.[5] Realisierung kompakter, hochfrequenter Übergänge für Millimeterwellen-Radarsensoren und Hochfrequenz-Kommunikationssysteme, insbesondere für kostengünstige, glasbasierte System-in-Package-Systeme.[2]
- Mikrofluidik: Erzeugung komplexer Kanäle und Hohlräume für Lab-on-a-Chip-Systeme.[5][12]
- Mikroelektromechanische Systeme (MEMS): Fertigung hochpräziser Glaskomponenten wie Aktuatoren und Sensoren.[5][14][15]
- Optoelektronik: Entwicklung von Komponenten, die hochwertige Glasstrukturen erfordern – beispielsweise für Displays.[5][16]
- Biotechnologie: Einsatz zur Herstellung von Mikroplatten mit Vertiefungen (Mikrowellplatten) für die Langzeit-Bildgebung einzelner lebender Zellen. LIDE-gefertigte Mikrowellplatten ermöglichen Langzeitkultivierung, klonale Expansion und Untersuchungen zur Zellmigration, bei gleichzeitig hochauflösender Abbildung zellulärer Prozesse.[10]
- Immunassay: LIDE-Mikrowellplatten eignen sich zur Untersuchung der Zytotoxizität von Immunzellen, insbesondere der Wechselwirkungen zwischen anhaftenden und in Suspension befindlichen Zellen.[10]

## Vor- und Nachteile
Das Verfahren erzeugt Mikrostrukturen ohne Mikrorisse, Ausbrüche oder wärmebedingte Spannungen und erhält so die mechanische Festigkeit und optische Klarheit des Glases.
LIDE ermöglicht die Herstellung von Strukturen mit Submikrometer-Präzision und ist daher besonders geeignet für Anwendungen, die auf hochauflösender Bildgebung basieren. Zudem ist das Verfahren skalierbar, was eine kosteneffiziente Produktion komplexer Glaskomponenten erlaubt. Feinglasmasken, die mit der LIDE-Technologie hergestellt werden, bieten Vorteile wie hoch definierte Kanten, Bruchfestigkeit und sind  Freiform erzeugbar.
Die Technik ist jedoch von speziellen Lasergeräten und Ätzlösungen abhängig, was ihre Zugänglichkeit einschränkt und den Platzbedarf erhöht. Die LIDE-Technologie bietet nur eingeschränkte 2,5D-Strukturierungsmöglichkeiten, da sie mit einem verlängerten Fokus arbeitet. Andere Verfahren – wie beispielsweise LightFab – nutzen hingegen einen punktförmigen Fokus, mit dem sich vollständige 3D-Strukturen erzeugen lassen. LIDE gleicht dies jedoch durch einen höheren Durchsatz aus, da ein einziger Laserpuls die gesamte Substratdicke verändern kann.